# Juilly (Côte-d’Or)
Juilly ist eine französische Gemeinde mit 41 Einwohnern (Stand 1. Januar 2022) im Département Côte-d’Or in der Region Bourgogne-Franche-Comté. Sie gehört zum Kanton Semur-en-Auxois und zum Arrondissement Montbard.
Nachbargemeinden sind Massingy-lès-Semur im Norden, Pouillenay im Nordosten, Souhey im Osten, Saint-Euphrône im Süden und Villars-et-Villenotte im Westen. 

## Bevölkerungsentwicklung
| Jahr                       | 1962 | 1968 | 1975 | 1982 | 1990 | 1999 | 2008 | 2015 |
| -------------------------- | ---- | ---- | ---- | ---- | ---- | ---- | ---- | ---- |
| Einwohner                  | 53   | 52   | 46   | 49   | 49   | 56   | 47   | 45   |
| Quellen: Cassini und INSEE |      |      |      |      |      |      |      |      |